# Serena Ferroli
Serena Ferroli (Gemona del Friuli, 9 dicembre 1991) è una calciatrice italiana, portiere del Tavagnacco.

## Carriera
Serena Ferroli nella prima parte della carriera condivide con le compagne del Bearzi la prima posizione in Serie C regionale al termine della stagione 2012-2013 e la conseguente promozione alla categoria superiore.
Dopo aver giocato con la maglia del Bearzi altre due campionati in Serie B, riuscendo come miglior risultato a raggiungere il 5º posto nel girone C al termine della stagione 2014-2015, la società decide di non presentare la domanda di iscrizione al campionato successivo svincolando le proprie tesserate.
Durante il calciomercato estivo 2015 trova un accordo con il Graphistudio Tavagnacco per affrontare la stagione entrante in Serie A come vice di Sara Penzo e dividendo il ruolo anche con Matilde Copetti, cresciuta nel vivaio della società di Tavagnacco. Dopo una prima stagione dove trova poco spazio, solo 5 presenze in Serie A, nel campionato 2016-2017 il tecnico Amedeo Cassia, anche per l'indisponibilità di Penzo che gravata da impegni professionali dovrà abbandonare la società nel corso della stagione, le affida la posizione tra i pali come titolare.